# Торфінн з Гамару
Торфінн із Гамару, або Торфінн Гамарський (норв. Torfinn av Hamar, лат. Sankt Torfinn, ? — Тронгейм, Норвегія — 1285, поблизу Брюгге, Західна Фландрія, Бельгія) — норвезький єпископ і середньовічний католицький святий.

## Життєпис
Цього святого певною мірою вшановують у північно-західній Європі, проте до нас дійшло небагато відомостей про його життя. Він був монахом цистерціанського ордену поблизу Тронгейма, перед тим як став єпископом Гамара. Коли він та інші єпископи розійшлися в поглядах із королем Ейріком ІІ щодо свободи єпископських виборів та інших церковних справ, Торфінн був змушений покинути Норвегію, і після візиту до Риму, знайшов притулок у цистерціанському монастирі (абатстві) Тер Доест поблизу Брюгге, де і помер. Тамтешній монах того часу, Вальтер з Муди, написав поему, що вихваляла рішучу доброту характеру Торфінна.

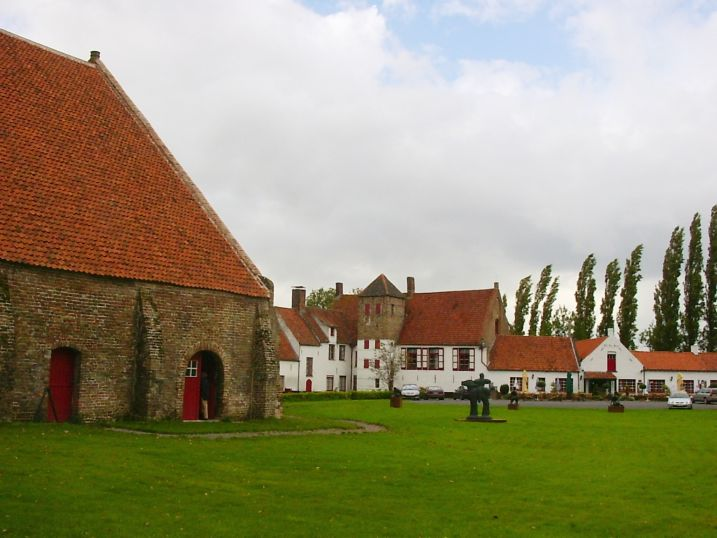
Монастир Тер Доест (сьогодні музей) у с. Ліссевеґе (муніципалітет Брюгге) в Бельгії, де подвизався і помер Святий Торфінн

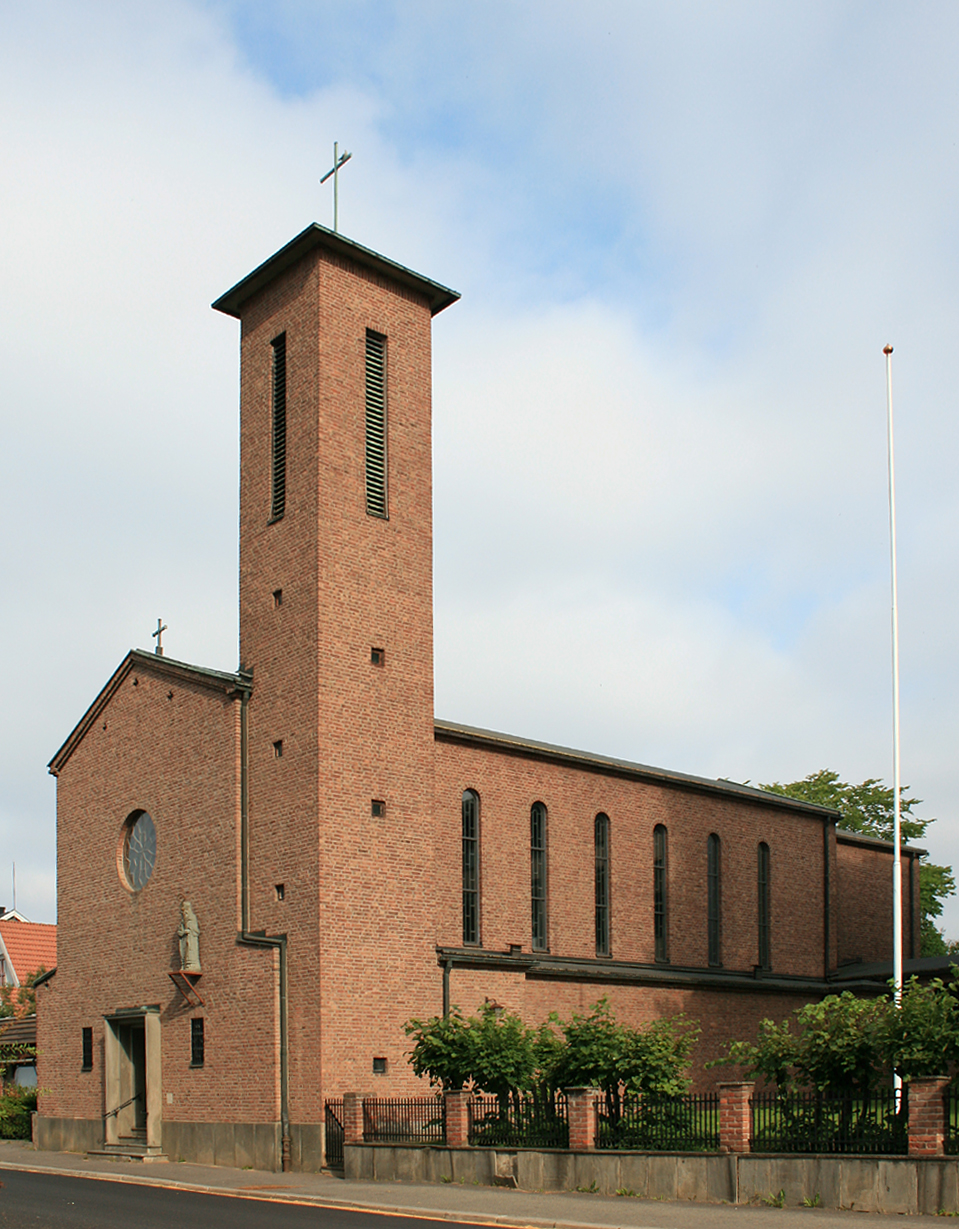
Римо-католицька церква святого Торфінна в м. Гамар, Норвегія.

День пам'яті — 8 січня.